# Przepięcie przejściowe
Przepięcie przejściowe (ang. transient overvoltage) - krótkotrwałe oscylacyjne, tłumione bądź nieoscylacyjne przepięcie powodowane wyładowaniami atmosferycznymi, operacjami łączeniowymi lub zadziałaniem wyłączników; o czasie trwania od ułamka mikrosekund do kilku milisekund.
Wyróżnić można:
- przepięcie przejściowe o bardzo stromym czole
- przepięcie przejściowe o łagodnym czole
- przepięcie przejściowe o stromym czole
- przepięcie przejściowe skojarzone